# 李涵虚
李涵虚（1806年—1856年），清朝时期道士。初名元植，字平泉，入道后改名西月，字涵虚，又字团阳，号长乙山人、卷石山人、树下先生、白白先生、紫霞洞主人。是道教西派创始人，四川乐山县人。

## 生平
自称曾遇张三丰，传其秘法；于峨嵋山遇吕洞宾，授以内丹术，于咸丰六年成道。创内丹学西派。著有《太上十三经注释》、《道窍谈》、《三车秘旨》、《九层炼心》等。李涵虚认为丹法分人元丹法、天元丹法。所谓“天元丹法”，亦从人元做起，人元亦合天元。天元丹法纯为先天大道，始终还虚；人元丹法则下手之初，掺以后天有为有作之法。古者多由人元以进天元，人元即筑基栽补之法也。
李西月的丹法強調清靜自然，力辟三峰采戰邪術。